# I liga urugwajska w piłce nożnej (1995)
- Mistrz Urugwaju 1995: CA Peñarol
- Wicemistrz Urugwaju 1995: Club Nacional de Football
- Copa Libertadores 1996: Defensor Sporting (zwycięzca turnieju Liguilla Pre-Liberetadores), CA Peñarol (mistrz Urugwaju, który pokonał wicemistrza turnieju Liguilla Pre-Libertadores)
- Copa CONMEBOL 1996: River Plate Montevideo, Porongos Trinidad
- Spadek do drugiej ligi: Basáñez Montevideo, Progreso Montevideo.
- Awans z drugiej ligi: Huracán Buceo Montevideo

Mistrzostwa Urugwaju w roku 1995 podzielone zostały na dwa turnieje - Apertura i Clausura. Następnie mistrz turnieju Apertura stoczył pojedynek z mistrzem turnieju Clausura. Zwycięzca tego pojedynku został mistrzem Urugwaju, a przegrany - wicemistrzem. Na koniec sezonu rozegrany został turniej Liguilla Pre-Libertadores, który wyłonił kluby mające reprezentować Urugwaj w Copa Libertadores 1996 i Copa CONMEBOL 1996. Ponieważ z ligi spadły dwa kluby, a awansował tylko jeden, liga zmniejszyła się z 13 do 12 klubów.

## Torneo Apertura 1995

### Apertura 1
| Mecze                                                   |
| ------------------------------------------------------- |
| Basáñez Montevideo - Rampla Juniors 2:5                 |
| Central Español Montevideo - River Plate Montevideo 0:0 |
| CA Cerro - Defensor Sporting 1:3                        |
| CA Peñarol - Progreso Montevideo 3:0                    |
| Sud América Montevideo - Danubio FC 1:1                 |
| Montevideo Wanderers - Liverpool Montevideo 2:1         |

### Apertura 2
| Mecze                                            |
| ------------------------------------------------ |
| Danubio FC - Basáñez Montevideo 1:1              |
| Defensor Sporting - Montevideo Wanderers 1:1     |
| Liverpool Montevideo - CA Cerro 2:0              |
| CA Peñarol - Central Español Montevideo 4:1      |
| Rampla Juniors - Club Nacional de Football 0:3   |
| River Plate Montevideo - Progreso Montevideo 3:1 |

### Apertura 3
| Mecze                                                   |
| ------------------------------------------------------- |
| Basáñez Montevideo - Club Nacional de Football 1:4      |
| Central Español Montevideo - Sud América Montevideo 0:0 |
| CA Cerro - Progreso Montevideo 2:2                      |
| Defensor Sporting - Rampla Juniors 3:2                  |
| CA Peñarol - Montevideo Wanderers 2:1                   |
| River Plate Montevideo - Danubio FC 6:2                 |

### Apertura 4
| Mecze                                                                                    |
| ---------------------------------------------------------------------------------------- |
| Basáñez Montevideo - Defensor Sporting 3:4                                               |
| Club Nacional de Football - Danubio FC 3:2                                               |
| Progreso Montevideo - Liverpool Montevideo 1:1                                           |
| Rampla Juniors - Central Español Montevideo 1:4                                          |
| Sud América Montevideo - CA Cerro 0:0 vMontevideo Wanderers - River Plate Montevideo 0:2 |

### Apertura 5
| Mecze                                                      |
| ---------------------------------------------------------- |
| CA Cerro - River Plate Montevideo 2:1                      |
| Danubio FC - Montevideo Wanderers 0:0                      |
| Liverpool Montevideo - Sud América Montevideo 2:0          |
| Club Nacional de Football - Central Español Montevideo 2:2 |
| CA Peñarol - Basáñez Montevideo 1:1                        |
| Rampla Juniors - Progreso Montevideo 0:0                   |

### Apertura 6
| Mecze                                                 |
| ----------------------------------------------------- |
| Basáñez Montevideo - Sud América Montevideo 0:1       |
| Central Español Montevideo - Liverpool Montevideo 1:0 |
| CA Cerro - CA Peñarol 1:2                             |
| Progreso Montevideo - Defensor Sporting 0:1           |
| River Plate Montevideo - Rampla Juniors 0:0           |
| Montevideo Wanderers - Club Nacional de Football 1:2  |

### Apertura 7
| Mecze                                          |
| ---------------------------------------------- |
| Liverpool Montevideo - Basáñez Montevideo 2:0  |
| Club Nacional de Football - CA Cerro 1:0       |
| Progreso Montevideo - Danubio FC 0:0           |
| Rampla Juniors - Montevideo Wanderers 1:2      |
| River Plate Montevideo - Defensor Sporting 0:0 |
| Sud América Montevideo - CA Peñarol 0:0        |

### Apertura 8
| Mecze                                             |
| ------------------------------------------------- |
| CA Cerro - Central Español Montevideo 3:1         |
| Defensor Sporting - Club Nacional de Football 1:3 |
| Liverpool Montevideo - Rampla Juniors 4:0         |
| CA Peñarol - Danubio FC 4:0                       |
| Sud América Montevideo - Progreso Montevideo 4:1  |
| Montevideo Wanderers - Basáñez Montevideo 2:0     |

### Apertura 9
| Mecze                                                 |
| ----------------------------------------------------- |
| Central Español Montevideo - Montevideo Wanderers 2:1 |
| Danubio FC - Defensor Sporting 0:1                    |
| CA Peñarol - Liverpool Montevideo 3:2                 |
| Progreso Montevideo - Club Nacional de Football 4:0   |
| Rampla Juniors - CA Cerro 0:4                         |
| River Plate Montevideo - Sud América Montevideo 0:1   |

### Apertura 10
| Mecze                                               |
| --------------------------------------------------- |
| Central Español Montevideo - Basáñez Montevideo 3:0 |
| CA Cerro - Danubio FC 4:0                           |
| Defensor Sporting - Sud América Montevideo 2:1      |
| Club Nacional de Football - CA Peñarol 2:1          |
| River Plate Montevideo - Liverpool Montevideo 0:1   |
| Montevideo Wanderers - Progreso Montevideo 1:0      |

### Apertura 11
| Mecze                                                  |
| ------------------------------------------------------ |
| Defensor Sporting - Central Español Montevideo 1:1     |
| Liverpool Montevideo - Danubio FC 3:0                  |
| Club Nacional de Football - River Plate Montevideo 2:0 |
| Progreso Montevideo - Basáñez Montevideo 0:0           |
| Rampla Juniors - CA Peñarol 0:7                        |
| Sud América Montevideo - Montevideo Wanderers 0:1      |

### Apertura 12
| Mecze                                                |
| ---------------------------------------------------- |
| Basáñez Montevideo - River Plate Montevideo 0:0      |
| Danubio FC - Central Español Montevideo 2:1          |
| Liverpool Montevideo - Club Nacional de Football 3:1 |
| CA Peñarol - Defensor Sporting 1:0                   |
| Rampla Juniors - Sud América Montevideo 2:2          |
| Montevideo Wanderers - CA Cerro 1:1                  |

### Apertura 13
| Mecze                                                  |
| ------------------------------------------------------ |
| Central Español Montevideo - Progreso Montevideo 2:1   |
| CA Cerro - Basáñez Montevideo 1:1                      |
| Danubio FC - Rampla Juniors 1:0                        |
| Defensor Sporting - Liverpool Montevideo 1:2           |
| Club Nacional de Football - Sud América Montevideo 1:1 |
| River Plate Montevideo - CA Peñarol 1:1                |

### Tabela końcowa Apertura 1995
| Poz | Klub                       | Mecze | Zw | Rem | Por | Pkt | BrZd | BrStr |
| --- | -------------------------- | ----- | -- | --- | --- | --- | ---- | ----- |
| 1   | CA Peñarol                 | 12    | 8  | 3   | 1   | 25* | 29   | 9     |
| 2   | Liverpool Montevideo       | 12    | 8  | 1   | 3   | 25  | 23   | 9     |
| 3   | Club Nacional de Football  | 12    | 8  | 2   | 2   | 24* | 24   | 16    |
| 4   | Defensor Sporting          | 12    | 6  | 3   | 3   | 21  | 18   | 15    |
| 5   | Central Español Montevideo | 12    | 5  | 4   | 3   | 19  | 18   | 15    |
| 6   | Montevideo Wanderers       | 12    | 5  | 3   | 4   | 18  | 13   | 12    |
| 7   | CA Cerro                   | 12    | 4  | 4   | 4   | 16  | 19   | 14    |
| 8   | Sud América Montevideo     | 12    | 3  | 6   | 3   | 15  | 11   | 10    |
| 9   | River Plate Montevideo     | 12    | 3  | 5   | 4   | 14  | 13   | 10    |
| 10  | Danubio FC                 | 12    | 2  | 4   | 6   | 10  | 9    | 24    |
| 11  | Progreso Montevideo        | 12    | 1  | 5   | 6   | 8   | 10   | 17    |
| 12  | Rampla Juniors             | 12    | 1  | 3   | 8   | 6   | 11   | 32    |
| 13  | Basáñez Montevideo         | 12    | 0  | 5   | 7   | 5   | 9    | 24    |

- Peñarol i Nacional - odjęte 2 punkty

Wobec równej liczby punktów dwóch najlepszych drużyn w tabeli rozegrano mecz barażowy, by wyłonić zwycięzcę turnieju Apertura.
| Mecz                                                                              |
| --------------------------------------------------------------------------------- |
| CA Peñarol - Liverpool Montevideo 2:0 Antonio Pacheco D’Agosti 73, Darío Silva 83 |

Zwycięzcą turnieju Apertura w roku 1995 został klub CA Peñarol.

## Torneo Clausura 1995

### Clausura 1
| Mecze: 5-6 sierpnia 1995 |
| --- |
| Basáñez Montevideo - Central Español Montevideo 0:0 Czerwone kartki: Martín Marcelo Arriola 90 / -                                         |
| Danubio FC - CA Cerro 1:1 Álvaro Recoba 34 - Álvaro Fabián González 9                                                                      |
| Liverpool Montevideo - River Plate Montevideo 0:0 Czerwone kartki: - / Gustavo Díaz 55                                                     |
| CA Peñarol - Club Nacional de Football 1:0 Luis Alberto Romero 65 Czerwone kartki: Nicolás Ezequiel Rotundo 39 / Fernando Kanapkis 68      |
| Progreso Montevideo - Montevideo Wanderers 0:2 Carlos Martínez 3, Juan Amondarain 81 Czerwone kartki: Gerardo Pilas 67 / Aníbal Marenco 42 |
| Sud América Montevideo - Defensor Sporting 0:0 Czerwone kartki: - / Héber Silva Cantera 44                                                 |

### Clausura 2
| Mecze: 12-13 sierpnia 1995 |
| --- |
| Danubio FC - River Plate Montevideo 2:2 Vecino 59, Marco Eduardo Vanzini 82 - Daniel Roselló 5, Raúl Otero 87 Czerwone kartki: Javier Delgado 45 / - |
| Club Nacional de Football - Basáñez Montevideo 2:2 Juan Antonio González 43,68 - Nelson Javier Abeijón 72s, Adolfo Barán 84                          |
| Progreso Montevideo - CA Cerro 2:0 Guerra 65, Alexis Wilman Noble 90                                                                                 |
| Rampla Juniors - Defensor Sporting 0:0 Czerwone kartki: Álvaro Escames 8 / H.Rodriguez 64                                                            |
| Sud América Montevideo - Central Español Montevideo 0:0 Czerwone kartki: Eduardo Acevedo 52 / -                                                      |
| Montevideo Wanderers - CA Peñarol 1:1 Juan Ravera 70 - Pablo Bengoechea 76 Czerwone kartki: - / Luis Alberto Romero 84                               |

### Clausura 3
| Mecze: 19-20 sierpnia 1995 |
| --- |
| Central Español Montevideo - CA Cerro 2:2 Óscar Quagliata 3, Julio Eduardo de Souza 58 - Roberto Arsenio Luzardo 21, Henry Homann 68k Czerwone kartki: - / Gerardo Pelusso (trener), Sandro Franco |
| Danubio FC - CA Peñarol 1:2 Álvaro Recoba 32 - Robert Lima 72, Óscar Osvaldo Aguirregaray 85 Czerwone kartki: Ildo Maneiro (trener) 55 / Diego Martín Dorta 86                                     |
| Club Nacional de Football - Defensor Sporting 1:0 Osvaldo Canobbio 63 Czerwone kartki: - / Pablo Fernando Hernández 41                                                                             |
| Progreso Montevideo - Sud América Montevideo 2:0 Alexis Wilman Noble 47, 90k Czerwone kartki: - / Pablo Fuentes 89                                                                                 |
| Rampla Juniors - Liverpool Montevideo 1:1 Mario Carballo 6 - Néstor Correa 20 |
| Montevideo Wanderers - Basáñez Montevideo 0:2 Alvarez 28,69 Czerwone kartki: Javier Barragán 68 / -                                                                                                |

### Clausura 4
| Mecze: 26-27 sierpnia 1995 |
| --- |
| Central Español Montevideo - Rampla Juniors 0:1 C.Rodriguez 2 Czerwone kartki: Diego Demarco 17 / S. Olivera 17                                                     |
| CA Cerro - Sud América Montevideo 1:1 Álvaro Fabián González 40 - Josemir Lujambio 31 Czerwone kartki: Henry Homann 87 / Pua 68, Luis Eduardo da Luz 83             |
| Danubio FC - Club Nacional de Football 2:2 Ros 52, Álvaro Recoba 73 - Milton Gómez 65, Ricardo Canals 90k Czerwone kartki: - / Leonardo Jara 84                     |
| Defensor Sporting - Basáñez Montevideo 5:2 Marcelo Tejera 32, D.Perez 63k,67,70 Alejandro Traversa 90 - José Perdomo 53k, Sanchez 75 Czerwone kartki: - / Correa 30 |
| Liverpool Montevideo - Progreso Montevideo 3:2 Lemos 16k, Diego Seoane 48, Mario Barilko 62 - Seoane 67, Juan Román Rottondo 70                                     |
| River Plate Montevideo - Montevideo Wanderers 4:0 Raúl Otero 52, Yari Silvera 70,80 Leri 89 Czerwone kartki: - / Jorge Barrios 60, Juan Amondarain 66               |

### Clausura 5
| Mecze                                                 |
| ----------------------------------------------------- |
| CA Cerro - Rampla Juniors 1:3                         |
| Defensor Sporting - Danubio FC 1:1                    |
| Liverpool Montevideo - CA Peñarol 2:1                 |
| Club Nacional de Football - Progreso Montevideo 3:1   |
| Sud América Montevideo - River Plate Montevideo 0:1   |
| Montevideo Wanderers - Central Español Montevideo 1:3 |

### Clausura 6
| Mecze                                                |
| ---------------------------------------------------- |
| Central Español Montevideo - Danubio FC 2:2          |
| CA Cerro - Montevideo Wanderers 3:1                  |
| Defensor Sporting - CA Peñarol 0:1                   |
| Club Nacional de Football - Liverpool Montevideo 0:0 |
| River Plate Montevideo - Basáñez Montevideo 2:1      |
| Sud América Montevideo - Rampla Juniors 1:2          |

### Clausura 7
| Mecze                                                   |
| ------------------------------------------------------- |
| Danubio FC - Sud América Montevideo 0:0                 |
| Defensor Sporting - CA Cerro 0:3                        |
| Liverpool Montevideo - Montevideo Wanderers 0:1         |
| CA Peñarol - Progreso Montevideo 1:1                    |
| Rampla Juniors - Basáñez Montevideo 3:1                 |
| River Plate Montevideo - Central Español Montevideo 1:1 |

### Clausura 8
| Mecze                                                  |
| ------------------------------------------------------ |
| Basáñez Montevideo - Progreso Montevideo 1:1           |
| Central Español Montevideo - Defensor Sporting 1:2     |
| Danubio FC - Liverpool Montevideo 0:0                  |
| CA Peñarol - Rampla Juniors 3:0                        |
| River Plate Montevideo - Club Nacional de Football 1:2 |
| Montevideo Wanderers - Sud América Montevideo 0:1      |

### Clausura 9
| Mecze                                                 |
| ----------------------------------------------------- |
| Defensor Sporting - Progreso Montevideo 1:0           |
| Liverpool Montevideo - Central Español Montevideo 0:0 |
| Club Nacional de Football - Montevideo Wanderers 4:2  |
| CA Peñarol - CA Cerro 1:0                             |
| Rampla Juniors - River Plate Montevideo 1:0           |
| Sud América Montevideo - Basáñez Montevideo 1:1       |

### Clausura 10
| Mecze                                                  |
| ------------------------------------------------------ |
| Central Español Montevideo - Progreso Montevideo 2:2   |
| CA Cerro - Basáñez Montevideo 0:2                      |
| Danubio FC - Rampla Juniors 1:1                        |
| Liverpool Montevideo - Defensor Sporting 1:1           |
| Club Nacional de Football - Sud América Montevideo 3:1 |
| CA Peñarol - River Plate Montevideo 1:1                |

### Clausura 11
| Mecze                                                      |
| ---------------------------------------------------------- |
| Basáñez Montevideo - CA Peñarol 0:2                        |
| Central Español Montevideo - Club Nacional de Football 1:2 |
| Progreso Montevideo - Rampla Juniors 2:3                   |
| River Plate Montevideo - CA Cerro 3:0                      |
| Sud América Montevideo - Liverpool Montevideo 1:1          |
| Montevideo Wanderers - Danubio FC 1:2                      |

### Clausura 12
| Mecze                                            |
| ------------------------------------------------ |
| Basáñez Montevideo - Danubio FC 1:2              |
| CA Cerro - Liverpool Montevideo 1:1              |
| Club Nacional de Football - Rampla Juniors 7:0   |
| CA Peñarol - Central Español Montevideo 3:1      |
| Progreso Montevideo - River Plate Montevideo 0:0 |
| Montevideo Wanderers - Defensor Sporting 1:0     |

### Clausura 13
| Mecze                                          |
| ---------------------------------------------- |
| Basáñez Montevideo - Liverpool Montevideo 3:2  |
| CA Cerro - Club Nacional de Football 2:3       |
| Danubio FC - Progreso Montevideo 2:0           |
| Defensor Sporting - River Plate Montevideo 0:0 |
| CA Peñarol - Sud América Montevideo 3:2        |
| Montevideo Wanderers - Rampla Juniors 1:0      |

### Tabela końcowa Clausura 1995
| Poz | Klub                       | Mecze | Zw | Rem | Por | Pkt | BrZd | BrStr |
| --- | -------------------------- | ----- | -- | --- | --- | --- | ---- | ----- |
| 1   | Club Nacional de Football  | 12    | 8  | 3   | 1   | 27  | 29   | 13    |
| 2   | CA Peñarol                 | 12    | 8  | 3   | 1   | 27  | 20   | 9     |
| 3   | Rampla Juniors             | 12    | 6  | 3   | 3   | 21  | 15   | 18    |
| 4   | River Plate Montevideo     | 12    | 4  | 6   | 2   | 18  | 15   | 8     |
| 5   | Danubio FC                 | 12    | 3  | 8   | 1   | 17  | 16   | 13    |
| 6   | Liverpool Montevideo       | 12    | 2  | 8   | 2   | 14  | 11   | 11    |
| 7   | Defensor Sporting          | 12    | 3  | 5   | 4   | 14  | 10   | 11    |
| 8   | Basáñez Montevideo         | 12    | 3  | 4   | 5   | 13  | 16   | 20    |
| 9   | Montevideo Wanderers       | 12    | 4  | 1   | 7   | 13  | 11   | 20    |
| 10  | Central Español Montevideo | 12    | 1  | 7   | 4   | 10  | 13   | 16    |
| 11  | Progreso Montevideo        | 12    | 2  | 4   | 6   | 10  | 13   | 18    |
| 12  | CA Cerro                   | 12    | 2  | 4   | 6   | 10  | 14   | 20    |
| 13  | Sud América Montevideo     | 12    | 1  | 6   | 5   | 9   | 8    | 14    |

Wobec równej liczby punktów dwóch najlepszych drużyn w tabeli rozegrano mecz barażowy, by wyłonić zwycięzcę turnieju Clausura.
| Mecz |
| --- |
| Club Nacional de Football - CA Peñarol 2:2(1:2), karne 5:3 Rodrigo Lemos 30, 51k - Pablo Bengoechea 1k, Luis Alberto Romero 36 |

Zwycięzcą turnieju Clausura w roku 1995 został klub Club Nacional de Football.

## Tabela całoroczna 1995
| Poz | Klub                       | Mecze | Zw | Rem | Por | Pkt | BrZd | BrStr |
| --- | -------------------------- | ----- | -- | --- | --- | --- | ---- | ----- |
| 1   | CA Peñarol                 | 24    | 16 | 6   | 2   | 52  | 49   | 18    |
| 2   | Club Nacional de Football  | 24    | 16 | 5   | 3   | 51  | 53   | 29    |
| 3   | Liverpool Montevideo       | 24    | 10 | 9   | 5   | 39  | 34   | 20    |
| 4   | Defensor Sporting          | 24    | 9  | 8   | 7   | 35  | 28   | 26    |
| 5   | River Plate Montevideo     | 24    | 7  | 11  | 6   | 32  | 28   | 18    |
| 6   | Montevideo Wanderers       | 24    | 9  | 4   | 11  | 31  | 24   | 32    |
| 7   | Central Español Montevideo | 24    | 6  | 11  | 7   | 29  | 31   | 31    |
| 8   | Danubio FC                 | 24    | 5  | 12  | 7   | 27  | 25   | 37    |
| 9   | Rampla Juniors             | 24    | 7  | 6   | 11  | 27  | 26   | 50    |
| 10  | CA Cerro                   | 24    | 6  | 8   | 10  | 26  | 33   | 34    |
| 11  | Sud América Montevideo     | 24    | 4  | 12  | 8   | 24  | 19   | 24    |
| 12  | Progreso Montevideo        | 24    | 3  | 9   | 12  | 18  | 23   | 35    |
| 13  | Basáñez Montevideo         | 24    | 3  | 9   | 12  | 18  | 25   | 44    |

Ze względu na najgorszą średnią w ostatnich sezonach do drugiej ligi spadły dwa kluby - Basáñez Montevideo i Progreso Montevideo. Na ich miejsce awansował klub Huracán Buceo Montevideo.

### Klasyfikacja strzelców bramek
| Gole | Piłkarz               | Klub                      |
| ---- | --------------------- | ------------------------- |
| 15   | Juan Antonio González | Club Nacional de Football |

## Campeonato Uruguay 1995
O tytuł mistrza Urugwaju zmierzyli się mistrz turnieju Apertura CA Peñarol oraz mistrz turnieju Clausura Club Nacional de Football.
| Data              | Mecz |
| ----------------- | --- |
| 10 listopada 1995 | CA Peñarol - Club Nacional de Football 1:0 Pablo Bengoechea 35                                                          |
| 12 listopada 1995 | Club Nacional de Football - CA Peñarol 2:1 Fernando Kanapkis 9, Juan Antonio González 37 - Luis Alberto Romero 22       |
| 15 listopada 1995 | CA Peñarol - Club Nacional de Football 3:1 Robert Lima 23, Luis Alberto Romero 60, Pablo Bengoechea - Fabián O’Neill 87 |

Mistrzem Urugwaju w roku 1995 został CA Peñarol, natomiast wicemistrzem - Club Nacional de Football.

## Liguilla Pre-Libertadores 1995

### Kolejka 1
| Mecz                                              |
| ------------------------------------------------- |
| Defensor Sporting - Club Nacional de Football 2:0 |
| Frontera Rivera - River Plate Montevideo 2:0      |
| Liverpool Montevideo - Montevideo Wanderers 2:0   |
| CA Peñarol - Porongos Trinidad 0:0                |

### Kolejka 2
| Mecz                                              |
| ------------------------------------------------- |
| Defensor Sporting - Frontera Rivera 4:2           |
| Club Nacional de Football - Porongos Trinidad 5:1 |
| CA Peñarol - Liverpool Montevideo 1:2             |
| River Plate Montevideo - Montevideo Wanderers 4:1 |

### Kolejka 3
| Mecz                                            |
| ----------------------------------------------- |
| Liverpool Montevideo - Porongos Trinidad 1:1    |
| Club Nacional de Football - Frontera Rivera 8:1 |
| CA Peñarol - Montevideo Wanderers 3:2           |
| River Plate Montevideo - Defensor Sporting 2:1  |

### Kolejka 4
| Mecz                                                   |
| ------------------------------------------------------ |
| Defensor Sporting - Liverpool Montevideo 3:2           |
| Club Nacional de Football - River Plate Montevideo 0:0 |
| CA Peñarol - Frontera Rivera 2:0                       |
| Montevideo Wanderers - Porongos Trinidad 2:0           |

### Kolejka 5
| Mecz                                                 |
| ---------------------------------------------------- |
| Defensor Sporting - Porongos Trinidad 2:2            |
| Liverpool Montevideo - Club Nacional de Football 4:3 |
| CA Peñarol - River Plate Montevideo 2:1              |
| Montevideo Wanderers - Frontera Rivera 2:2           |

### Kolejka 6
| Mecz                                              |
| ------------------------------------------------- |
| Defensor Sporting - Montevideo Wanderers 2:1      |
| Liverpool Montevideo - River Plate Montevideo 2:1 |
| CA Peñarol - Club Nacional de Football 1:0        |
| Porongos Trinidad - Frontera Rivera 2:1           |

### Kolejka 7
| Mecz                                                 |
| ---------------------------------------------------- |
| Defensor Sporting - CA Peñarol 2:1                   |
| Liverpool Montevideo - Frontera Rivera 4:1           |
| Club Nacional de Football - Montevideo Wanderers 0:0 |
| Porongos Trinidad - River Plate Montevideo 1:1       |

### Tabela końcowa Liguilla Pre-Libertadores 1995
| Poz | Klub                      | Mecze | Zw | Rem | Por | Pkt | BrZd | BrStr |
| --- | ------------------------- | ----- | -- | --- | --- | --- | ---- | ----- |
| 1   | Defensor Sporting         | 7     | 5  | 1   | 1   | 16  | 16   | 10    |
| 2   | Liverpool Montevideo      | 7     | 5  | 1   | 1   | 16  | 17   | 10    |
| 3   | CA Peñarol                | 7     | 4  | 1   | 2   | 13  | 10   | 7     |
| 4   | Club Nacional de Football | 7     | 2  | 2   | 3   | 8   | 16   | 9     |
| 5   | River Plate Montevideo    | 7     | 2  | 2   | 3   | 8   | 9    | 9     |
| 6   | Porongos Trinidad         | 7     | 1  | 4   | 2   | 7   | 7    | 12    |
| 7   | Montevideo Wanderers      | 7     | 1  | 2   | 4   | 5   | 8    | 13    |
| 8   | Frontera Rivera           | 7     | 1  | 1   | 5   | 4   | 9    | 22    |

Ze względu na równą liczbę punktów dwa najlepsze w tabeli kluby rozegrały mecz barażowy o zwycięstwo w turnieju Liguilla Pre-Libertadores, dające prawo gry w Copa Libertadores 1996.
| Mecz                                         |
| -------------------------------------------- |
| Defensor Sporting – Liverpool Montevideo 1:0 |

Zwycięzca turnieju Liguilla Pre-Libertadores Defensor Sporting uzyskał prawo gry w Copa Libertadores 1996, natomiast klub Liverpool Montevideo musiał rozegrać baraż z aktualnym mistrzem Urugwaju CA Peñarol.
| Mecz                                  |
| ------------------------------------- |
| CA Peñarol – Liverpool Montevideo 2:1 |

Drugim klubem urugwajskim, który zakwalifikował się do Copa Libertadores 1996 został CA Peñarol.